# 聞釗
聞釗（1447年—？），字遠明，直隸蘇州府常熟縣人，民籍，明朝政治人物。

## 生平
成化十三年（1477年）丁酉科應天府鄉試第一百十一名舉人。成化十七年（1481年）中式辛丑科會試第二百四十名，三甲第一百七十七名進士。授南京大理寺评事，进左寺副、寺正，因得罪南京太监蒋宗，贬为华容县知县，卒于官。

## 家族
曾祖聞忠；祖父聞士衡；父聞廷言，母王氏。永感下。兄聞鑑（知縣）、聞欽。